# Lewis Stone
Lewis Shepard Stone (Worcester, 15 novembre 1879 – Los Angeles, 12 settembre 1953) è stato un attore statunitense.

## Biografia
Dopo aver combattuto nella guerra ispano-americana, Stone si dedicò alla letteratura diventando scrittore, ma la sua carriera letteraria fu interrotta a seguito di un nuovo arruolamento nel periodo della prima guerra mondiale. Al termine del conflitto, Stone iniziò ad avvicinarsi alla recitazione e apparve in diversi ruoli teatrali nei quali sfruttò il proprio aspetto fisico precocemente incanutito e la particolarità dei propri capelli già divenuti grigi in ancor giovane età.
Stone entrò nel mondo del cinema alla metà degli anni venti, recitando in film d'avventura come Il mondo perduto (1925), con Wallace Beery, e ottenendo una candidatura all'Academy Award nel 1929, per il film Lo zar folle (1928). La sua carriera progredì e gli consentì di affermarsi come grande caratterista in film quali Carcere (1930), con Wallace Beery, e La maschera di Fu Manchu (1932), con Boris Karloff.
Via via affiancato ai più noti volti della MGM, da Norma Shearer a John Gilbert, da Ramón Novarro a Clark Gable e Jean Harlow, durante gli anni trenta Stone recitò spesso accanto a Greta Garbo, ad iniziare dal melodramma Grand Hotel (1932), nel quale impersonava il Dottor Otternschlag e pronunciava la battuta "Grand Hotel. Always the same. People come. People go. Nothing ever happens", destinata a rimanere scolpita nella memoria del pubblico. Nel 1937 giunse il ruolo per il quale è maggiormente ricordato, quello del paterno giudice James K. Hardy nella serie di pellicole prodotte dalla MGM e incentrate sul personaggio del giovane Andy Hardy (Mickey Rooney), girate tra il 1937 e il 1946. Stone debuttò nella serie con You're Only Young Once (1937) e interpretò il medesimo ruolo in quindici successivi film della serie fino a Carambola d'amore (1946).
Stone morì a Los Angeles, California, il 12 settembre 1953. L'attore fu colpito da un fatale attacco cardiaco mentre stava inseguendo alcuni giovanissimi teppisti che si divertivano a lanciare sassi contro il garage della sua abitazione. Fu anche pubblicata una fotografia del corpo senza vita di Stone, disteso sul marciapiede antistante la sua residenza, subito dopo l'incidente.
È sepolto nel cimitero di Angelus-Rosedale di Los Angeles, California.

## Filmografia parziale
- The Bargain, regia di Reginald Barker (1914)

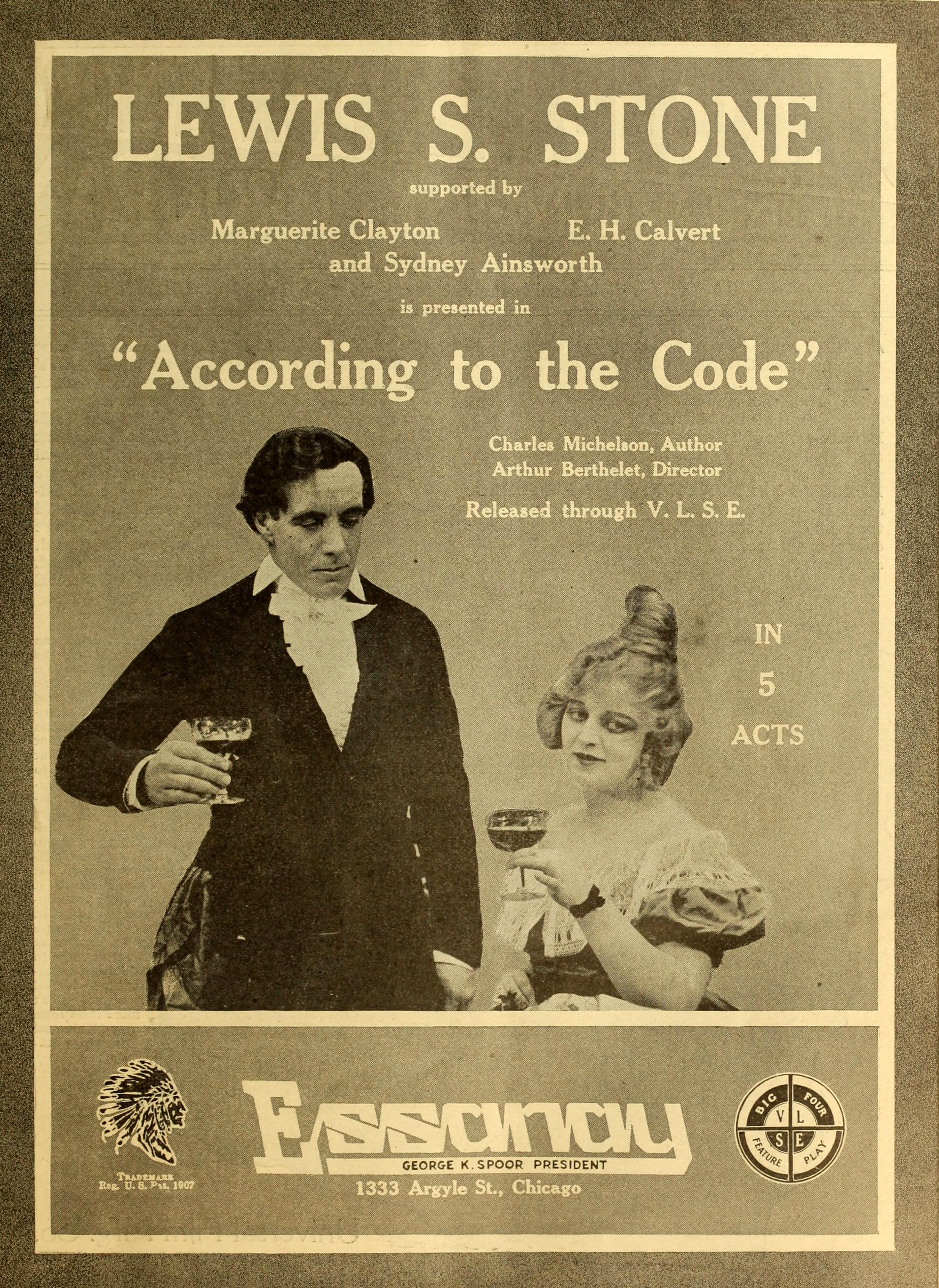
According to the Code (1916)

- The Havoc, regia di Arthur Berthelet (1916)
- According to the Code, regia di E. H. Calvert (1916)
- Inside the Lines, regia di David Hartford (1918)
- The Man of Bronze, regia di David Hartford (1918)
- Man's Desire, regia di Lloyd Ingraham (1919)
- The River's End , regia di Victor Heerman, Marshall Neilan (1920)
- Milestones, regia di Paul Scardon (1920)
- Pilgrims of the Night, regia di Edward Sloman (1921)
- Il prigioniero di Zenda (The Prisoner of Zenda), regia di Rex Ingram (1922)
- Quando donna vuole (A Fool There Was), regia di Emmett J. Flynn  (1922)
- You Can't Fool Your Wife, regia di George Melford (1923)
- Scaramouche, regia di Rex Ingram (1923)
- Cytherea, regia di George Fitzmaurice (1924)
- Il mondo perduto (The Lost World), regia di Harry Hoyt (1925)
- Costa meno a prender moglie (Cheaper to Marry), regia di Robert Z. Leonard (1925)
- The Talker, regia di Alfred E. Green  (1925)
- Don Juan's Three Nights, regia di John Francis Dillon (1926)
- La stella del Royal Palace (An Affair of the Follies), regia di Millard Webb (1927)
- La vita privata di Elena di Troia (The Private Life of Helen of Troy), regia di Alexander Korda (1927)
- Legione straniera (The Foreign Legion), regia di Edward Sloman (1928)
- Lo zar folle (The Patriot), regia di Ernst Lubitsch (1928)
- Il destino (A Woman of Affairs), regia di Clarence Brown (1928)
- Orchidea selvaggia (Wild Orchids), regia di Sidney Franklin (1929)
- The Trial of Mary Dugan, regia di Bayard Veiller (1929)
- Madame X, regia di Lionel Barrymore (1929)
- Romanzo (Romance), regia di (non accreditato) Clarence Brown (1930)
- Carcere (The Big House), regia di George W. Hill e Ward Wing (1930)
- The Secret Six, regia di George W. Hill (1931)
- Il fantasma di Parigi (The Phantom of Paris), regia di John Stuart Robertson (1931)
- Il fallo di Madelon Claudet (The Sin of Madelon Claudet), regia di Edgar Selwyn (1931)
- Mata Hari, regia di George Fitzmaurice (1931)
- Vendetta gialla (The Son-Daughter), regia di Clarence Brown e, non accreditato, Robert Z. Leonard (1932)
- La maschera di Fu Manchu (The Mask of Fu Manchu), regia di Charles Brabin (1932)
- Grand Hotel, regia di Edmund Goulding (1932)
- Ritorno (Letty Lynton), regia di Clarence Brown (1932)
- Red-Headed Woman, regia di Jack Conway (1932)
- La suora bianca (The White Sister), regia di Victor Fleming (1933)
- La regina Cristina (Queen Christina), regia di Rouben Mamoulian (1933)
- Pura al cento per cento (The Girl from Missouri), regia di Jack Conway (1934)
- L'isola del tesoro (Treasure Island), regia di Victor Fleming (1934)
- David Copperfield (The Personal History, Adventures, Experience, & Observation of David Copperfield the Younger), regia di George Cukor (1935)
- Aquile (West Point of the Air), regia di Richard Rosson (1935)
- L'avventura di Anna Gray (Woman Wanted), regia di George B. Seitz (1935)
- Sui mari della Cina (China Seas), regia di Tay Garnett (1935)
- L'ammiraglio (Shipmates Forever), regia di Frank Borzage (1935)
- I tre padrini (Three Godfathers), regia di Richard Boleslawski (1936)
- L'ora misteriosa (The Unguarded Hour), regia di Sam Wood (1936)
- La provinciale (Small Town Girl), regia di William A. Wellman (1936)
- Il mio amore eri tu (Suzy), regia di George Fitzmaurice (1936)
- La jena di Barlow (Don't Turn 'em Loose), regia di Benjamin Stoloff (1936)
- La tredicesima sedia (The Firtheenth Chair), regia di George B. Seitz (1937)
- L'uomo che gridava al lupo (The Man Who Cried Wolf), regia di Lewis R. Foster (1937)
- You're Only Young Once, regia di George B. Seitz (1937)
- Il grande segreto (The Bad Man of Brimstone), regia di J. Walter Ruben (1937)
- I ragazzi del giudice Hardy (Judge Hardy's Children), regia di George B. Seitz (1938)
- L'amore trova Andy Hardy (Love Finds Andy Hardy), regia di George B. Seitz (1938)
- Cowboy dilettante (Out West with the Hardys), regia di George B. Seitz (1938)
- Loews Christmas Greeting (The Hardy Family) - cortometraggio
- Follie sul ghiaccio (The Ice Follies of 1939), regia di Reinhold Schünzel (1939)
- The Hardys Ride High, regia di George B. Seitz (1939)
- Andy Hardy e la febbre di primavera (Andy Hardy Gets Spring Feber), regia di W. S. Van Dyke (1939)
- Joe and Ethel Turp Call on the President, regia di Robert B. Sinclair (1939)
- Judge Hardy and Son, regia di George B. Seitz (1940)
- Andy Hardy's Dilemma: A Lesson in Mathematics - And Other Things - cortometraggio
- Andy Hardy incontra la debuttante (Andy Hardy Meets Debutante), regia di George B. Seitz (1940)
- Trionfo d'amore (Sporting Blood), regia di S. Sylvan Simon (1940)
- La segretaria privata di Andy Hardy (Andy Hardy's Private Secretary), regia di George B. Seitz (1941)
- La vita comincia per Andy Hardy (Life Begins for Andy Hardy), regia di George B. Seitz (1941)
- Il corteggiamento di Andy Hardy (The Courtship of Andy Hardy), regia di George B. Seitz (1942)
- La doppia vita di Andy Hardy (Andy Hardy's Double Life), regia di George B. Seitz (1942)
- Carambola d'amore (Love Laughs at Andy Hardy), regia di Willis Goldbeck (1946)
- Lo stato dell'Unione (State of the Union), regia di Frank Capra (1948)
- Primavera di sole (The Sun Comes Up), regia di Richard Thorpe (1948)
- Fate il vostro gioco (Any Number Can Play), regia di Mervyn LeRoy (1949)
- La chiave della città (Key to the City), regia di George Sidney (1950)
- Stars in My Crown, regia di Jacques Tourneur (1950)
- Risposiamoci tesoro! (Grounds for Marriage), regia di Robert Z. Leonard (1951)
- Solitudine (Night into Morning), regia di Fletcher Markle (1951)
- Lo sconosciuto (The Unknown Man), regia di Richard Thorpe (1951)
- Lo sprecone (Just This Once), regia di Don Weis (1952)
- Scaramouche, regia di George Sidney (1952)
- Il prigioniero di Zenda (The Prisoner of Zenda), regia di Richard Thorpe (1952)
- I fratelli senza paura (All the Brothers Were Valiant), regia di Richard Thorpe (1953)

## Doppiatori italiani
- Amilcare Pettinelli in Il fallo di Madelon Claudet, Trionfo d'amore, Carambola d'amore, Primavera di sole, Solitudine, Lo sprecone, Scaramouche, Il prigioniero di Zenda, I fratelli senza paura
- Aldo Silvani in Lo stato dell'Unione
- Roldano Lupi in Grand Hotel (ridoppiaggio 1952)
- Mico Cundari in Lo stato dell'Unione (ridoppiaggio 1981)
- Giorgio Piazza in Mata Hari (2º ridoppiaggio 1983)
- Sergio Tedesco in La regina Cristina (2º ridoppiaggio 1987)